# Miloš Trifunović (político)
Miloš Trifunović (em sérvio:  Милош Трифуновић; Užice, 30 de outubro de 1871  – Belgrado, 19 de fevereiro de 1957), também conhecido como Miša Trifunović,  foi um político sérvio e iugoslavo que ocupou vários cargos importantes no Reino da Iugoslávia e serviu brevemente como primeiro-ministro do governo iugoslavo no exílio durante a Segunda Guerra Mundial. Antes de se tornar membro do parlamento em 1903, ele foi professor no Ginásio de Užice, uma escola secundária sérvia. Durante a Primeira Guerra Mundial, ele foi nomeado ministro da educação. Durante seu mandato, ele se concentrou em melhorar a educação dos sérvios no exterior. Ele serviu como ministro da educação da Iugoslávia diversas vezes e também ocupou vários outros cargos ministeriais.
Quando o rei Alexandre estabeleceu uma ditadura real em 1929, Trifunović foi um dos líderes do Partido Radical que se opôs ao novo regime. Dois anos após o estabelecimento da ditadura, Trifunović participou de negociações com o rei. Entretanto, após o estabelecimento da Constituição Iugoslava de 1931 e do Partido Nacional Iugoslavo, Trifunović decidiu permanecer na oposição. Ele também participou da criação de um documento conjunto de condenação do regime pelos principais partidos da oposição.
Durante a Segunda Guerra Mundial, Trifunović serviu como ministro da educação do governo iugoslavo no exílio, entre março de 1941 e junho de 1943. Em 26 de junho de 1943, foi nomeado primeiro-ministro. Durante seu breve mandato, o governo queria ajudar os Chetniks – o movimento nacionalista sérvio na Iugoslávia ocupada pelo Eixo. O governo desenvolveu um plano para criar um exército que desembarcaria na Iugoslávia, mas esse plano foi rejeitado pelos Aliados. Após cerca de um mês, Trifunović renunciou devido a disputas entre os membros croatas e sérvios do governo no exílio. Ele retornou à Iugoslávia em 1945, onde planejou concorrer em uma chapa de oposição conjunta com Milan Grol, mas eles acabaram boicotando as eleições daquele ano. Trifunović foi preso em 1947 sob acusações de espionagem e condenado a oito anos de prisão, mas foi libertado após cumprir dois anos e meio. Ele morreu em Belgrado em 1957. 

## Biografia
Trifunović nasceu em Užice, onde completou seus estudos primários e secundários. Ele se formou na Faculdade de Filosofia da escola superior de Belgrado; depois, tornou-se professor no Ginásio de Užice.  Em 1902, foi nomeado professor de zoologia e botânica na mesma escola.  Ele abandonou sua carreira na educação quando se tornou membro do parlamento do Reino da Sérvia em 1903. 

## Carreira política

### Ministro da Educação da Sérvia
Em 30 de junho de 1917, Trifunović foi nomeado Ministro da Educação e Assuntos Religiosos, substituindo o ministro interino, Momčilo Ninčić, no 10º Gabinete do Primeiro-Ministro Nikola Pašić.   Em agosto de 1917, o governo sérvio no exílio, com sede na ilha de Corfu, decidiu abrir uma escola sérvia em Volos. Trifunović ordenou que 30 professores fossem retirados do exército para lecionar na nova escola. Ele também enviou sete professores e docentes, que também estavam no exército, para a França para ajudar na educação de estudantes sérvios naquele país. Em 17 de dezembro de 1917, o Ministério da Educação inaugurou o internato sérvio em Salônica.   Trifunović permaneceu como Ministro da Educação durante a maior parte da Primeira Guerra Mundial e foi sucedido por Ljubomir Davidović em 3 de novembro de 1918. 

### Ministro da Educação da Iugoslávia
Trifunović serviu como Ministro da Educação de 30 de junho de 1917 a 3 de novembro de 1918, de 19 de fevereiro a 17 de maio de 1920, de 16 de dezembro de 1922 a 2 de maio de 1923, de 15 de abril de 1926 a 4 de fevereiro de 1927 e finalmente de 27 de março de 1941 a 26 de junho de 1943. Durante este período, Trifunović defendeu o aumento do número de escolas primárias no país e a extensão da educação obrigatória de quatro para oito anos de escolaridade. 
Durante seu mandato em 1926, Trifunović introduziu um currículo nacional para escolas de ensino médio. Ele acrescentou pequenas revisões ao currículo proposto pelo ministro anterior, Svetozar Pribićević, e acrescentou um programa detalhado. O currículo e o programa foram duramente criticados por professores iugoslavos, que os denunciaram por serem pouco claros, superficiais e escritos sem consultar pedagogos e professores. 

### Outros cargos ocupados
Trifunović também serviu como Ministro da Construção em 1924 e Ministro dos Assuntos Religiosos de 1924 a 1926. 

## Ditadura de 6 de Janeiro
Em 6 de janeiro de 1929, Alexandre, Rei dos Sérvios, Croatas e Eslovenos, aboliu a constituição e instituiu uma ditadura real.  Trifunović era na época um dos líderes do Partido Radical Popular (em servo-croata: Narodna radikalna stranka, NRS) que se opôs à ditadura. Após muitas críticas à ditadura, Alexandre decidiu abrir negociações com os líderes do NRS, Aca Stanojević e Trifunović, bem como com o líder do Partido Popular Esloveno, Anton Korošec. Após negociações em meados de 1931, em setembro o rei emitiu uma nova constituição que introduziu uma legislatura bicameral.  Após a aprovação da constituição, foi criado um novo partido no poder, denominado Democracia Radical Camponesa Iugoslava, e embora alguns veteranos do NRS tenham escolhido juntar-se a ele,  Trifunović permaneceu na oposição.  Vladko Maček, líder do Partido Camponês Croata, foi preso em janeiro de 1933. 
Dois meses depois, enquanto o julgamento de Maček ainda decorria, os líderes do Partido Democrata propuseram que os políticos da oposição emitissem uma condenação conjunta do regime.  Para protestar contra o julgamento de Maček e emitir esta condenação de forma mais geral,  foi formado um comité de representantes da União Agrária, dos partidos Radical e Democrata.  Os líderes da União Agrária e do Partido Democrático, Ljubomir Davidović e Jovan Jovanović, assinaram o texto proposto preparado por Milan Stojadinović, Milan Grol e Milan Gavrilović. Trifunović e Stojanović recusaram-se a assiná-lo. Trifunović escreveu uma contraproposta na qual todas as referências ao julgamento de Maček foram removidas. Ele e Stojanović também se opuseram à ideia de que a condenação deveria ser divulgada não apenas ao público da Iugoslávia, mas também no exterior. No entanto, as três partes conseguiram emitir um protesto conjunto contra o julgamento de Maček no final de abril, embora o protesto fosse diferente daquele escrito em março. Em Maio, os três partidos da oposição fizeram finalmente uma declaração conjunta comprometendo-se com a luta pela restauração das liberdades cívicas, do parlamentarismo livre e da reforma da ordem constitucional. 

## Governo iugoslavo no exílio
Trifunović foi nomeado primeiro-ministro do governo iugoslavo no exílio pelo rei Pedro II após a renúncia do primeiro-ministro anterior, Slobodan Jovanović. Em 26 de junho de 1943, Trifunović formou seu gabinete.  A mudança mais importante no gabinete foi a remoção de Radoje Knežević do cargo de Ministro da Corte Real. Knežević foi nomeado encarregado de negócios na legação iugoslava em Lisboa, enquanto um diplomata profissional, Niko Mirošević, assumiu seu cargo anterior. O gabinete de Trifunović tentou apoiar significativamente os Chetniks do exterior. Em 14 de julho, o Ministro interino do Exército, Marinha e Força Aérea, Petar Živković, elaborou planos para a criação de um exército de cerca de 100.000 soldados de fora da Iugoslávia. Esse exército seria criado a partir dos prisioneiros de guerra iugoslavos mantidos pela Itália, combinados com os eslovenos e croatas capturados pelas forças britânicas enquanto lutavam pela Itália na África. Previa-se que os Aliados manteriam e abasteceriam esse exército, que desembarcaria na Dalmácia e lutaria ao lado dos Chetniks sob o comando dos Aliados. O plano foi posteriormente submetido aos líderes dos Três Grandes Aliados, que o rejeitaram.  Após constantes disputas entre membros sérvios e croatas do gabinete, Trifunović renunciou em 10 de agosto de 1943. Ele foi sucedido por Božidar Purić. 

## Vida pós-guerra
Trifunović retornou à Iugoslávia em 1945.  Ele e o presidente do Partido Democrata, Milan Grol, planejaram se opor conjuntamente a Josip Broz Tito e ao Partido Comunista da Iugoslávia nas eleições parlamentares de novembro de 1945. Naquele agosto, Grol – que foi o vice-primeiro-ministro da Iugoslávia – renunciou em protesto contra as ações antidemocráticas do regime comunista. Ele e Trifunović decidiram boicotar as eleições. 
Em dezembro de 1946, Trifunović e outros sete foram levados a julgamento por terem alegadamente fornecido informações militares e políticas à embaixada americana em Belgrado.  Trifunović foi considerado culpado e condenado a oito anos de prisão. Ele foi libertado após cumprir dois anos e meio. Ele morreu em Belgrado em 19 de fevereiro de 1957. 